# Johannes Wanke

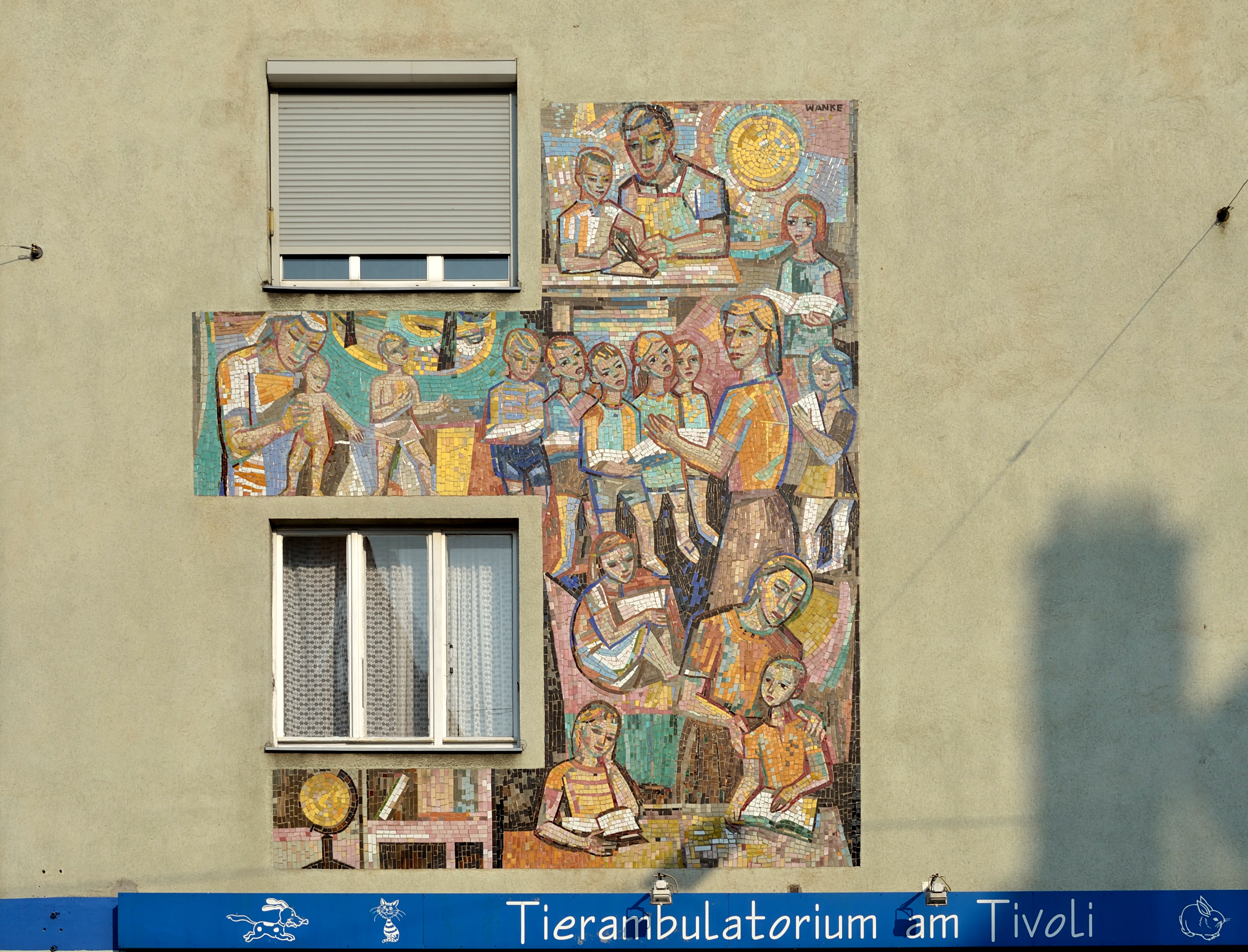
Mosaik „Lernende Kinder“ in Meidling

Johannes Wanke (* 14. März 1923 in Wien; † 25. April 2005 in Neumarkt an der Raab) war ein österreichischer Maler und Grafiker. Sein Werk zeichnet sich vor allem durch in kräftigen Farben gehaltene Gemälde als auch durch expressionistische Holzschnitte aus.
Bereits während seiner Schulzeit gestaltete er seine erste Ausstellung in der Währinger Schule der Marienbrüder. Er studierte von 1940 bis 1949 an der Akademie der bildenden Künste Wien und schloss sein Diplom mit Auszeichnung ab. 1950 erhielt er den Staatspreis der Kunstakademie. 
Wanke war danach freischaffend tätig. Anfänglich widmete sich der Künstler vorrangig dem Holzschnitt. Dabei setzte er musikalische Impressionen klassischer Komponisten, aber auch von Arnold Schönberg in Bilder um. Dabei schuf er einen Zyklus von über 1000 Blättern.
Er verlagerte dann seinen künstlerischen Schwerpunkt auf die Aquarellistik und in seiner späten Schaffensperiode auf die Ölmalerei. Kennzeichen seiner Malerei ist die Farbgewalt der Bilder.
Seit 1968 lehrte Wanke und gab Sommerkurse in Neumarkt. 1981 machte er diesen Ort im Südburgenland zu seiner Heimat. 1977 wurde er zum Professor ernannt.
Die Bilder Wankes waren weltweit in einer Vielzahl von Ausstellung zu sehen, u. a. in der Biennale Sao Paulo und in der Grafik-Biennale in Florenz.
Wanke wurde 1961 mit dem Österreichischen Ehrenkreuz für Wissenschaft und Kunst, 1972 mit dem Theodor-Körner-Preis und 1993 mit dem Großen Ehrenzeichen des Landes Burgenland ausgezeichnet. 
Seine Werke befinden sich in den namhaften Museen und Galerien Österreichs, im Diözesanmuseum Zagreb, aber auch in verschiedenen Privatsammlungen.